# Sector H Tres
Sector H Tres är en ort i Mexiko.   Den ligger i kommunen Santa María Huatulco och delstaten Oaxaca, i den sydöstra delen av landet, 500 km sydost om huvudstaden Mexico City. Sector H Tres ligger 77 meter över havet och antalet invånare är 2 837.
Terrängen runt Sector H Tres är platt söderut, men norrut är den kuperad. Havet är nära Sector H Tres åt sydost.  Närmaste större samhälle är Crucecita, 1,3 km öster om Sector H Tres. 